# Campionato Interregionale 1957-1958
Il Campionato Interregionale 1957-1958 fu il nuovo e transitorio assetto assunto in quest'unica stagione dalla vecchia IV Serie.
La competizione fu suddivisa su due livelli: la Prima Categoria da molti giornali definita Eccellenza composta da tre gironi (48 squadre) e la Seconda Categoria formata da otto gironi (128 squadre), al fine di ridurre il gap con la Serie C. Il regolamento avrebbe dovuto prevedere la promozione in C dei vincitori dei raggruppamenti di primo livello, come pure l'ascesa in Prima dei vincitori dei gironi di Seconda, ma tutto venne rimescolato perché la FIGC decise in corso d'opera l'ampliamento della Serie C e la promozione a tavolino di ventiquattro società, fra cui poi anche il Pisa, e l'abrogazione immediata della suddivisione su due livelli della IV Serie.

## Prima Categoria

### Squadre partecipanti
Girone A
- Arezzo
- Carrarese
- Casale
- Cenisia
- Corbetta
- Cuneo
- Fanfulla
- Foligno
- Gallaratese
- Lilion Snia Varedo
- Lucchese
- Novese
- Piacenza
- Solvay Rosignano
- Spezia
- Varese

Girone B
- Anconitana
- Belluno
- CRDA Monfalcone
- Chieti
- Dolo
- Falck Vobarno
- Forlì
- Hellas
- Moglia
- Ozo Mantova
- Pescara
- Pordenone
- Pro Gorizia
- Pro Palazzolo
- Treviso
- Vittorio Veneto

Girone C
- Audace Cerignola
- Avellino
- Barletta
- BPD Colleferro
- Casertana
- Cirio
- Cosenza
- Foggia & Incedit
- Frosinone
- L’Aquila
- Lecce
- Marsala
- Molfetta
- Monteponi Iglesias
- Tempio
- Trapani

## Seconda Categoria

### Squadre partecipanti
Girone A
- Andrea Doria 1955
- Asti
- Entella
- Fossanese
- Ivrea
- La Chivasso
- Magenta
- Pinerolo
- Rapallo Ruentes
- Savona
- Sammargheritese
- Sestrese
- Sestri Levante
- Vado
- Veloce Savona
- Vogherese

Girone B
- Cantù
- Crema
- Falck & Arcore
- Juventus Domo
- Malnatese
- Meda
- Melzo
- Pro Sesto
- Rhodense
- Rizzoli
- Saronno
- Seregno
- Solbiatese
- Verbania Sportiva
- Vimercatese
- Vis Nova

Girone C
- Audace SME
- Aurora Travagliato
- Bolzano
- Bassano
- Cividalese
- Clodia
- Merano
- Pellizzari Arzignano
- Ponte San Pietro
- Ponziana
- Portogruaro
- Rovereto
- SAICI Torviscosa
- S.A.V.A.
- Schio
- Trento

Girone D
- Fano
- Baracca Lugo
- Bondenese
- Carpi
- Casalecchio
- Cesena
- Faenza
- Fidenza
- Jesi
- Libertas Correggio
- Mirandolese
- Portocivitanovese
- Rimini
- Sangiorgese
- Sassuolo
- Vigor Senigallia

Girone E
- Cecina
- Città di Castello
- Cuoiopelli
- Empoli
- Labrone
- Massese
- Montecatini
- Pisa
- Piombino
- Pistoiese
- Poggibonsi
- Pontedera
- Rondinella
- Sansepolcro
- Sestese
- Viareggio

Girone F
- ATAC
- Avezzano
- Bastia
- Ennio Mancini
- Grosseto
- Montevecchio
- Olbia
- Perugia
- Rieti
- Romulea
- Squibb
- Ternana
- Terracina
- Tivoli
- Torres
- Virtus Spoleto

Girone G
- Andria
- Campobasso
- Casarano
- Del Duca Ascoli
- Giulianova
- Martina
- Matera
- Melfi
- Potenza
- Nola
- Ortona
- Sanvito
- Teramo
- Torremaggiore
- Trani
- Virtus Lanciano

Girone H
- Akragas
- Bagheria
- Caltagirone
- Castrovillari
- Crotone
- Enna
- Ercolanese
- Gladiator
- Juventus Stabia
- Leonzio
- Nocerina
- Palmese
- Ragusa
- Sagittario
- Taurianovese
- Vigor Nicastro